# رون كلين
رون كلين (بالإنجليزية: Ron Klain) (و. 1961 – م) هو محام من الولايات المتحدة الأمريكية ولد في إنديانابوليس، إنديانا.
وهو عضو في الحزب الديمقراطي الأمريكي.
في 11 نوفمبر 2020، أُعلن أنه سيكون رئيس موظفي البيت الأبيض في إدارة الرئيس المنتخب جو بايدن.

## التعليم
تعلم في جامعة جورجتاون، وكلية هارفارد للحقوق.